# パントマイム
パントマイム（英語: pantomime）は、台詞ではなく身体や表情で表現する演劇の形態。黙劇、無言劇とも呼ばれる。

## 概要

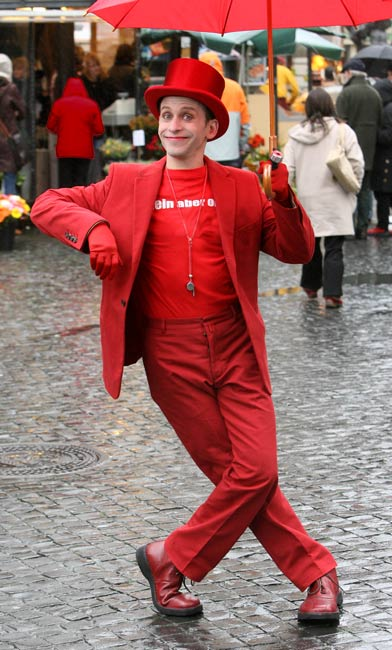
mime Pablo Zibes[http://www.pablo-zibes.de

パントマイムは大道芸（ストリートパフォーマンス）としても多く見られる表現方法で、実際には無い壁や扉、階段、エスカレータ、ロープ、風船などがあたかもその場に存在するかのように身振り手振りのパフォーマンスで表現する。単にマイムともいうことがある。
イギリスでは18世紀以降台詞のある滑稽劇として独特の発展を遂げ、クリスマスの風物詩となっている（後述）。
「パントマイムをする人」を、パントマイミスト（pantomimist）、マイマー（mimer）、パントマイマー（pantomimer、まれ）などと呼ぶ。英語圏ではマイムアーティスト（mime artist）という呼びかたもある。

## 英語圏における用法
英語圏（アメリカなど一部を除く）においては、パントマイムという単語は、主にクリスマスに子供向けに演じられるコメディ要素の強い伝統的演劇を指す。通常主役はオリジナルと性別の異なる演者が担い、勧善懲悪の要素も強いなど、外国人には興味深いものである。一方、日本語におけるパントマイム（台詞を用いないパフォーミングアートの一種）を意味する正しい英単語はマイム（mime）であるが、日本語においてはマイムという意味でのパントマイムの用法が広く使われていることもあり、本記事ではパントマイムという語を使う。

## パントマイムの歴史
パントマイムの語源は「全てを真似る人」「役者」を意味する古典ギリシア語 pantomimos であり、その起源は古代ギリシアに遡る。ただし、このころのパントマイムは、演劇の一演目という扱いで、また今日我々が「パントマイム」という言葉で想像するものよりは、仮面舞踏に近いものであったようである。
今日我々が見ている「パントマイム」に強い影響を与えたものとして、初期中世イタリアで起こったコンメディア・デッラルテが挙げられる。今で言う旅芸人の一座であり、ヨーロッパ全土を放浪し大道芸を行った。その影響もあって、ヨーロッパの言語的な壁を乗り越えるために、今で言うパントマイムの技法が洗練されていったとされる。
その後18世紀頃までに、コンメディア・デッラルテは衰退していく。そののち、コンメディア・デッラルテの遺産を取り入れ、フランスで道化芝居が発達していった。現在の道化のイメージ、白塗りでちょっととぼけたキャラクターは、この時期のフランスの道化芝居によるものである。その後、時代の流れとともに19世紀後半にはこのような道化芝居も衰退していくが、その流れを取り入れたエチエンヌ・ドゥクルー、ジャン＝ルイ・バローなどが身体技法としてのパントマイムを洗練させてゆく。そして、ドゥクルーの生徒として、マルセル・マルソーが存在した。今日のマイムの大衆化には、彼によるものが大きい。

## パントマイミスト
- マルセル・マルソー
- アダム・ダリウス
- あらい汎(汎マイム工房）
- いいむろなおき（いいむろなおきマイムカンパニー）
- 江ノ上陽一（スーパーパントマイムシアターSOUKI）
- 及川廣信
- オリーブまちこ
- 岡野洋子(Okano Yoko Mime Atelier）
- 加納真実
- が〜まるちょば
- かみちぃ(ジェラードン)
- KAMIYAMA(神山一郎)
- GABEZ
- カンジヤマ・マイム
- 北京一
- 小島屋万助
- JIDAI
- 清水きよし
- 高見映
- チャールズ・チャップリン（サイレント映画）
- TENSHOW
- 東京人形夜
- 中村有志
- ハッピィ吉沢
- パーツイシバ
- パブロ・パントマイム
- ハーポ・マルクス
- 松元ヒロ
- マルセ太郎
- 矢野かずき
- 吉田明美
- ヨネヤマママコ

## 関連書
- あらい汎著『パントマイムの心と身体 : 白塗りの道化師』晩成書房　ISBN 978-4-89380-413-6 C0074
- クロードキプニス著、カンジヤママイム訳『パントマイムのすべて』晩成書房  ISBN 4893802348
- カンジヤマ・マイム著、『おしゃべりなパントマイム』大月書店
- カンジヤマ・マイム著、『ザ・パントマイム』大月書店
- 乗越たかお著『ダンスバイブル　コンテンポラリー・ダンス誕生の秘密を探る』河出書房新社、2010年。